# Theofilos
Theofilos (okolo 804–842) byl byzantským císařem v letech 829 až 842. Byl druhým císařem amorejské nebo také frýžské dynastie.

## Panování
Na rozdíl od svého otce, Michaela II., patřil k vehementním odpůrcům obrazů, takže ikonoklasmus dosáhl za jeho vlády posledního rozkvětu. V roce 832 vydal edikt, který přísně zakazoval uctívat obrazy. Zprávy o krutostech, které doprovázely uskutečňování tohoto ediktu, jsou tak extrémní, že se mnozí domnívají, že musí být přehnané.
V době nástupu Theofila na trůn probíhaly na Sicílii další boje se Saracény, během kterých došlo k pádu Palerma v roce 831. Theofilos byl však nucen napnout všechny své síly k boji s bagdádským chalifátem. Tuto válku vyvolal on sám, když nabídl azyl některým uprchlíkům z Persie, mezi nimiž byl jeden, který po konverzi ke křesťanství přijal jméno Theofobos a který se oženil s Theofilovou sestrou Helenou a stal se generálem.
Byzantská armáda byla zpočátku úspěšná. V roce 837 byly dobyta a vypleněna města Samosata a Sozopetra, což bylo místo narození chalífy al-Mu’tasima. Pomsta Arabů však byla strašlivá. Al-Mutasim shromáždil mocnou armádu, kterou rozdělil na dvě části. První část porazila byzantskou armádu vedenou císařem osobně u místa jménem Dasymon, zatímco druhá nerušeně postupovala na Amorion, místo původu amorejské dynastie. Po padesát pět dnů trvajícím obléhání město padlo zradou 23. září 838 do rukou al-Mutasima. 30 000 obyvatel bylo usmrceno, zbytek byl prodán do otroctví. Město samotné bylo vypáleno do základů.
Theofilos se z této katastrofy nikdy plně nevzpamatoval. Jeho zdraví bylo oslabeno a začátkem roku 842 zemřel.

## Odkaz
Theofilos je některými historiky považován za jednoho z nejschopnějších byzantských císařů, jinými naopak za orientálního despotu a za přeceňovaného a nedůležitého vládce. Bezpochyby dělal co mohl, aby dostal pod kontrolu korupci a útisk prostého lidu. Jako soudce se snažil vystupovat nestranně, ačkoliv jím vyslovené tresty nebyly vždy adekvátní vzhledem ke spáchaným činům.
I přes válku v Asii a obrovské sumy, které Theofilos vydával na stavby, rozvoj řemesel a obchodu, byly finance říše v nejlepším pořádku, především asi díky vysoce výkonné správě, kterou disponoval. Theofilos, který byl žákem Jana Gramatika (kterého jmenoval patriarchou konstantinopolským) a těšil se znamenitému vzdělání, byl velkým přítelem hudby a umění, ačkoliv jeho vkus prý nepatřil k nejlepším. Nechal zesílit hradby Konstantinopole a postavil špitál, který existoval ještě v posledních letech byzantské říše. Pro zlepšení obrany říše vytvořil nová themata: Paflagonie a Chaldea, stejně jako menší jednotky Charsianon, Kappadokia a Seleukia.
Theofilos byl od roku 830 ženatý s Theodorou II., která po jeho smrti převzala regentství za nezletilého syna Michaela III.